# Piyush Mishra
Piyush Mishra (ur. 13 stycznia 1963 w Gwalijar) – indyjski aktor i scenarzysta, grający i piszący dialogi w języku hindi. Nagrodzony w 2002 roku – Nagroda Zee Cine za najlepsze dialogi w The Legend of Bhagat Singh.

## Filmografia

### Scenarzysta
- 1971 (2007) (scenariusz i dialogi)
- Yahaan (2005) (dialogi i scenariusz)
- The Legend of Bhagat Singh (2002) (dialogi)

### Aktor
- Jhoom Barabar Jhoom (2007) – Huffy Bhai
- 1971 (2007)
- Super (2005)
- Deewaar (2004)
- Ek Din 24 Ghante (2003) – inspektor policji
- Sala Bandar! (2003) – Nana
- Maqbool (2003) – Kaka
- Matrubhoomi: A Nation Without Women (2003) – Jagannath
- Butterfly (2003/I) – Ghani
- Dil Se – (1998)